# Ulricehamn Ski, Bike and Hike

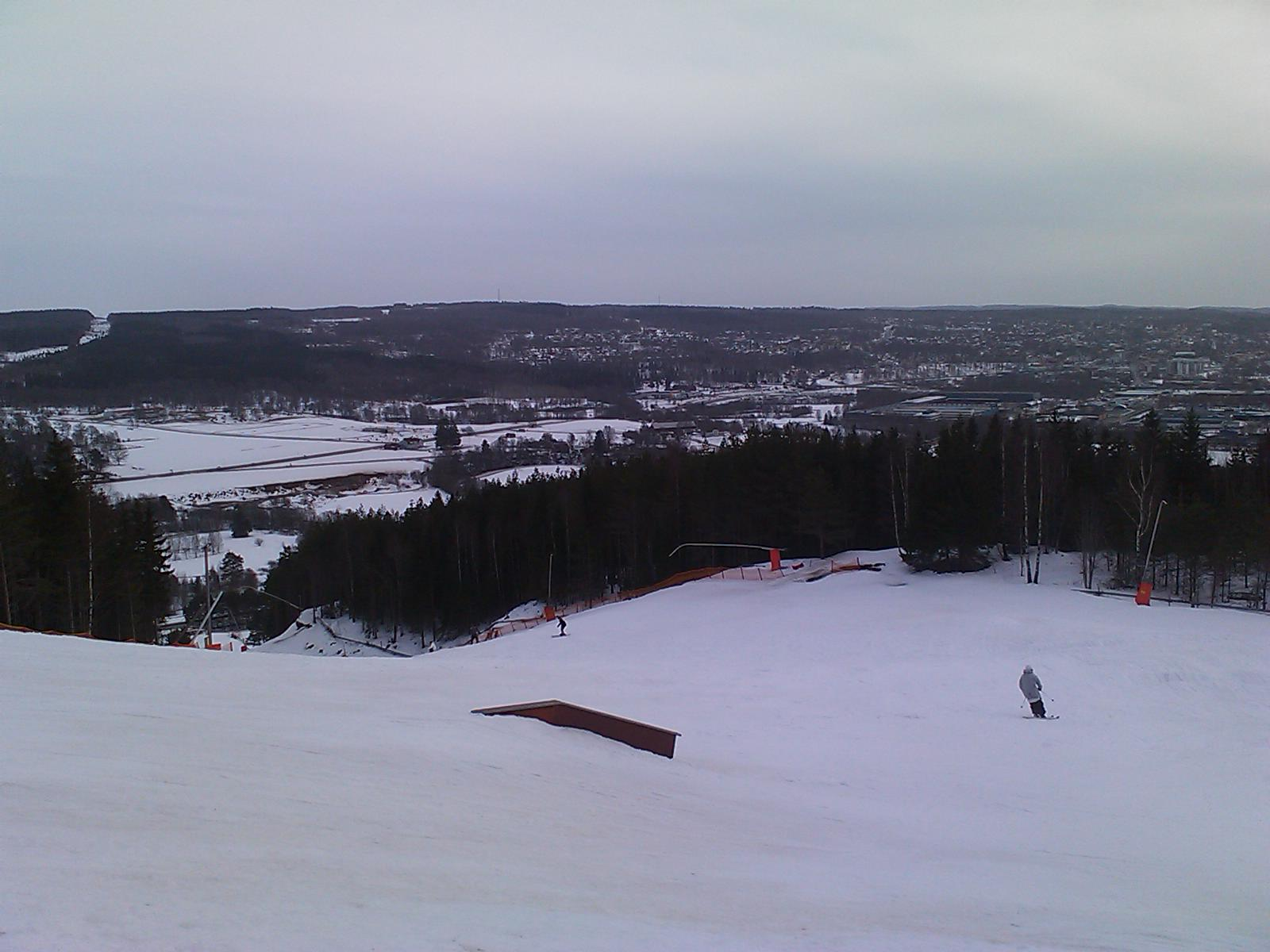
Övre delen av Vistabacken.

SkiBikeHike Ulricehamn (före 2022 Ulricehamns Skicenter) är en skid- och cykelanläggning strax norr om Ulricehamn med 140m i fallhöjd. 
För cykling finns det 12 leder och nybörjarområde. Tre av lederna är maskingrävda: en grön, en blå och en röd jumpline. De andra lederna är stigleder med en blå, fyra röda och tre svarta.
Anläggningen har åtta pister och sju släpliftar uppdelade i ett nybörjarområde, huvudområde och park. Nybörjarområdet har totalt 4 gröna pister. Huvudområdet har tre pister vilka är större med cirka 650 meters längd vardera och graderade till två blå och en röd. Det finns även en park med hopp och rails. 
På området finns en restaurang, Dalstugan, samt värmestuga med servering.